# Pedro Homem de Melo

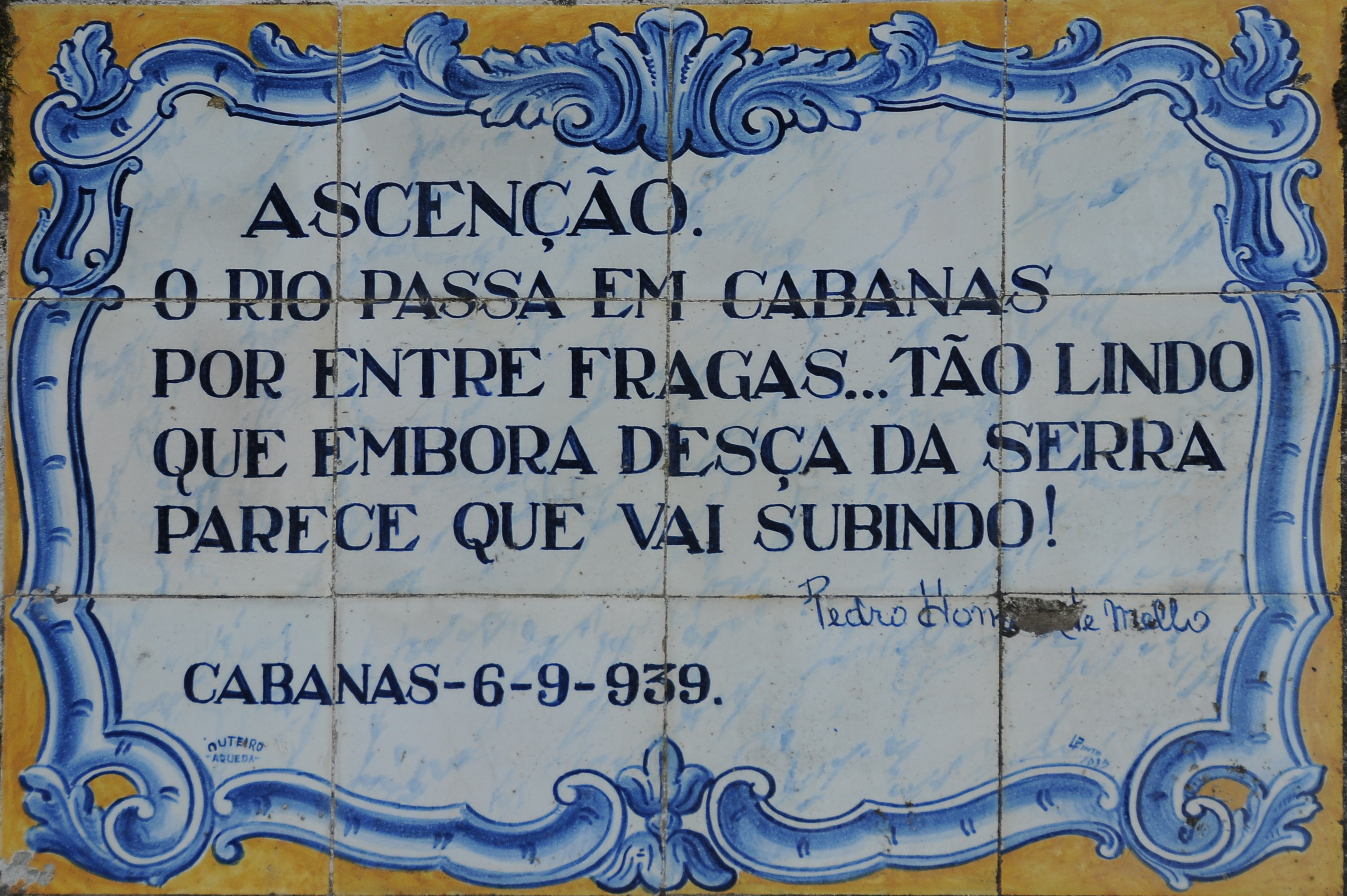
Azulejos em Afife

Pedro da Cunha Pimentel Homem de Mello (Cedofeita, Porto, 6 de setembro de 1904 — Cedofeita, Porto, 5 de março de 1984) foi um poeta, professor e  folclorista português.

## Biografia
Pedro Homem de Mello nasceu no dia 6 de Setembro de 1904, na freguesia de Cedofeita, no Porto, onde veio a morrer no dia 5 de Março de 1984. Era filho de António Homem de Melo de Macedo, secretário do Tribunal de Comércio, natural da freguesia e concelho de Águeda, e de sua mulher, Maria do Pilar de Lima Pimentel Homem de Mello, também natural do Porto (freguesia de Cedofeita). O seu padrinho de batismo foi o Conselheiro Albano de Melo Ribeiro Pinto, seu avô paterno. Era sobrinho de Manuel Homem de Mello da Câmara, 1.º Conde de Águeda. O seu pai pertenceu ao círculo íntimo do poeta António Nobre.
Criado numa família que lhe incutiu ideais monárquicos, católicos e conservadores, as raízes do seu lirismo bem português mergulham na própria vivência íntima e na profunda sintonia com o povo, cuja alma se lhe abria através do folclore, tendo por cenário a paisagem do Minho.
Iniciou o curso de Direito na Faculdade de Direito da Universidade de Coimbra, acabando por se licenciar na Faculdade de Direito da Universidade de Lisboa, em 1926.
Tendo iniciado a sua carreira como advogado, optou posteriormente por se dedicar ao ensino do Português em escolas técnicas do Porto (Mouzinho da Silveira e Infante D. Henrique), tendo sido diretor da Mouzinho da Silveira.
Poeta da Presença, em cuja revista colaborou, foi também colaborador das revistas Altura (1945) e Prisma  (1936-1941), no semanário Mundo Literário  (1946-1948) e na revista Litoral  (1944-1945).
Apesar de reconhecida por numerosos críticos, a sua vasta obra poética, eivada de um lirismo puro e pagão, claramente influenciada por António Botto e Federico García Lorca, está injustamente votada ao esquecimento. Não obstante, permanecem até hoje muito populares os seus poemas cantados Povo que Lavas no Rio e Havemos de Ir a Viana, imortalizados na voz Amália Rodrigues, e O Rapaz da Camisola Verde, já interpretado por Amália Rodrigues, Frei Hermano da Câmara ou Sérgio Godinho. 
Entusiástico e estudioso do folclore português, dedicou a este campo diversos ensaios como A Poesia na Dança e nos Cantares do Povo Português, Danças Portuguesas e Danças de Portugal, além de um programa na RTP. Nesse âmbito chegou a criar e a patrocinar alguns ranchos folclóricos do Minho e colaborou com o Orfeão Universitário do Porto no âmbito de recolhas etnográficas para os seus grupos folclóricos. 
Foi membro dos júris dos prémios do Secretariado da Propaganda Nacional.
Afife (Viana do Castelo) foi a sua terra de adoção. Ali viveu durante anos num local paradisíaco, no Convento de Cabanas, junto ao rio com o mesmo nome, onde escreveu parte da sua obra, "cantando" os costumes e as tradições de Afife e da Serra de Arga.

## Reconhecimento
Foi também distinguido com os prémios: 
- Prémio Antero de Quental 1937, por "Segredo"

- Prémio Nacional de Poesia em 1973, por "Eu desci aos infernos"

A Câmara Municipal de Lisboa homenageou o poeta dando o seu nome a uma rua em Chelas.
A 24 de agosto de 1985, foi agraciado, a título póstumo, com o grau de Comendador da Ordem do Infante D. Henrique.

## Casamento e descendência
Em abril de 1933, casou no Porto com Maria Helena de Sá Passos Rangel Pamplona (Bonfim, Porto, ? — 17 de setembro de 1980), filha de José César de Araújo Rangel (24 de janeiro de 1871 — 1 de junho de 1942) e de sua mulher Alda Luísa de Sá Passos (Lisboa, 6 de novembro de 1887 — 25 de junho de 1935). Deste casamento teve dois filhos: Maria Benedita Pamplona Homem de Mello (3 de fevereiro de 1934), que faleceu ainda criança, e Salvador José Pamplona Homem de Mello (Porto, Cedofeita, 30 de julho de 1936 — 23-12-1986), já falecido, que foi casado a 6 de setembro de 1969 com Maria Helena Moreira Teles da Silva (10 de janeiro de 1944), neta paterna da 12.ª Condessa de Tarouca, de quem teve uma filha, Mariana Teles da Silva Homem de Mello (Porto, 3 de novembro de 1974), e depois com Maria José de Barros Teixeira Coelho (Braga, São José de São Lázaro, 9 de janeiro de 1943), de quem teve uma filha, Rita Teixeira Coelho Homem de Mello (Porto, Santo Ildefonso, 10 de julho de 1983). Foi tio-avô de Cristina Homem de Mello.